# ڷ
Lām trois points suscrits ‹ ڷ › est une lettre additionnelle de l’alphabet arabe qui est utilisée dans l’écriture du brahui, du chimwiini, et était utilisée dans l’écriture de l’avar. Elle est composée d’un lām ‹ ل › diacrité de trois points suscrits.

## Utilisation
En brahui écrit avec l’alphabet arabe, ‹ ڷ › représente une consonne fricative alvéolaire voisée [ɬ]. Elle est transcrite L cédille ‹ ļ › avec l’alphabet latin.
En kurde sorani, ‹ ڷ › représente une consonne spirante latérale alvéolaire voisée pharyngalisée [lˁ]. Elle est plus souvent écrite lām petit v suscrit ‹ ڵ ›, avec un petit v suscrit au lieu du point suscrit.